# 格奧爾根貝格山
48°8′48″N 16°15′10″E / 48.14667°N 16.25278°E

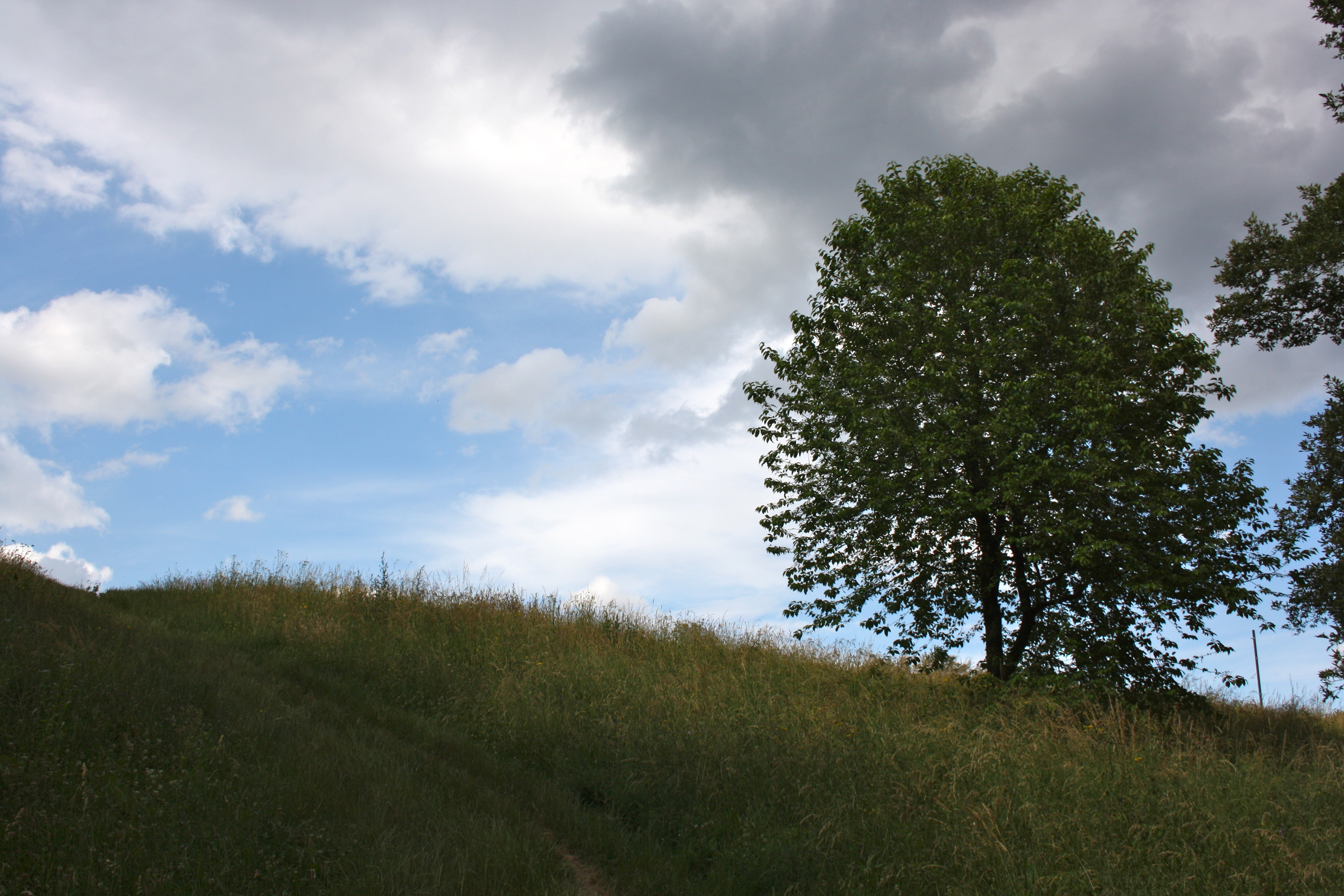

格奧爾根貝格山（德語：Georgenberg），是奧地利的山峰，位於該國東北部，由維也納負責管轄，處於南郊地區，屬於維也納林山的一部分，海拔高度328米。